# Саобраћај у Француској
Француска је једна од највећих и најзначајнијих земаља у Европи. Она излази на низ веома важних мора и протеже се кроз низ веома важних области (Атлантик, Ламанш, Средоземље, област Алпа, долине Рајне и Роне), па је многи сматрају „кључном земљом западне Европе". Француска је такође високоразвијена земља, што све заједно чини њену саобраћајну мрежу густом, високо развијеном и сигурном.
Француска има развијен друмски, железнички, ваздушни и водни саобраћај. Највећи саобраћајни чвор земље и једна од највећих у Европи је главни град, Париз.

## Железнички саобраћај
Погледати: државно предузеће за железницу - „Државно презеће за француску железницу“, познатије по акрониму СНЦФ.
По подацима из 1998. године укупна дужина железничке мреже у Француској је 31.939 km, од чега је 31.840 km под надлежношћу СНЦФа. Ово се односи на пруге стандардног колосека. Поред тога у земљи постоји и 99 km пруга уског колосека (1000 mm). Француска железница је веома напредна и она је превазишла многе природне препреке, попут Ламанша, где постоји подземна веза железницом. Такође, француска железница слови за најбржу на свету. 2007. г. постигнут је нови рекорд од 575 км/час. "ТГВ" возови обично иду брзинама преко 300 км/час, па је чак у земљи отворена расправа да ли се временски исплати ићи авионима на домаћим линијама.
Најважније железничко чвориште је престоница Париз са неколико огромних железничких станица из 19. века. Од Париза крећу најважније линије у земљи, којима се крећу "ТГВ" возови. Оне иду ка:
- западу - Ле Ман, Нант, Брест
- југозападу - Тур, Бордо, Тулуз
- југоистоку - Лион, Сен Етјен, Марсеј, Ница
- истоку - Дижон, Безансон
- североистоку - Ремс, Мец, Стразбур
- северу - Лил, Кале, Брисел, Лондон
- југу - Ним, Монпеље, Перпињан, Барселона

Градска железница је присутна у свим већим француским градовима. Метро систем је присутан у највећим градовима. За разлику од других земља возови се крећу левом страном (изузев у Лионском метроу). Престоница Париз, наравно, има најразвијену метро мрежу са 16 линија (погледати: Париски метро). Сматра се да на нивоу управне јединице Париз не постоји место где је најближа местро станица удаљенија од 350 m, што представља најгушћу метро мрежу на свету. Други градови са метро системом су:
- Лил - 2 линије
- Лион - 4 линије
- Марсеј - 2 линије
- Рен - 1 линије
- Тулуз - 1 линија
- Лаон - 1 линија
- Ница - у изградњи

Трамвајски превоз поседује већина градова са више од 100 хиљада становника. И овде постоји посебност- трамваји саобраћају левом страном изузев у Алзасу.

Железничка веза са суседним земљама:
- Велика Британија - да, тунелом испод Ламанша
- Белгија - да
- Луксембург - да
- Немачка - да
- Швајцарска - да
- Италија - да
- Монако - да
- Шпанија - да, уз промену ширине газа
- Андора - не

## Друмски саобраћај
Укупна дужина путева у Француској у 1998. години је 893.300 km, од чега је на савремене брзе путеве отпадало 5.000 km, а на магистралне путеве 23.500 km. Управа над брзим путевима је у рукама приватних предузећа, али под надгледањем државних органа. Друмска мрежа је високо развијена, али по густини заостаје за многим европским земљама (нпр. Мађарска). Такође, заостаје и за француском железницом. Путна мрежа нижег ранга такође је високог квалитета.

Државни брзи-путеви се углавном поклапају са Европским саобраћајним коридорима и носе двозначну ознаку „М+број“. У расподели бројева нема строгих правила, мада постоје нека начела. Нпр. најстарији (а тим и најважнији) ауто-путеви носе бројеве од B1 до B10, а брзи путеви који крећу од Париза су сви испод броја B20. Најчешћи случај је да један важни брзи пут који креће од престонице носи једноцифрен број (нпр. B1), а да аутпутеви који се одвајају од њега именују двоцифреним бројем који почиње цифром првог (нрп. B186, B137). Поред Париза велика ауто-путна чворишта су и Марсеј, Лион, Лил, Бордо, Стразбур, Ле Ман. На прилазима великим градовима брзи путеви често имају и по 2 траке у једном смеру.

Најважнији државни брзи путеви су:
- Ауто-пут A1 или Северни брзи пут, Париз - Комбре - Ленс - Лил - граница са Белгијом (ка Генту), укупна дужина пута је 211 km.
- Ауто-пут A2, Камбре - Валенсијен - граница са Белгијом (ка Бриселу), укупна дужина пута је 95 km.
- Ауто-пут А3, Париз - Сен Дени, укупна дужина пута је 15 km.
- Ауто-пут А4 или Источни ауто-пут, Париз - Ремс - Шалон-ен-Шампањ - Мец - Стразбур - [[]] - граница са Немачкој (ка Штутгарту), укупна дужина пута је 482 km.
- Ауто-пут А5, Париз - Троа - Лангре - Дижон, укупна дужина пута је 238 km.
- Ауто-пут А6 или Јужни ауто-пут, Париз - Оксер - Шалон-сур-Сон - Лион, укупна дужина пута је 470 km.
- Ауто-пут А7 или Ауто-пут сунца, Лион - Валенс - Авињон - Марсеј, укупна дужина пута је 303 km.
- Ауто-пут А8 или Провансалски ауто-пут, Марсеј - Кан - Антиб - Ница - Монако - граница са Италијом (ка Ђенови), укупна дужина пута је 224 km.
- Ауто-пут А9 или Лангедочки ауто-пут, Авињон - Ним - Монпеље - Нарбон - Перпињан - граница са Шпанијом (ка Барселони), укупна дужина пута је 283 km.
- Ауто-пут А10 или Аквитански ауто-пут, Париз - Орлеан - Тур - Поатје - Бордо, укупна дужина пута је 543 .
- Ауто-пут А11 или Океански ауто-пут, Париз - Ле Ман - Анже - Нант, укупна дужина пута је 543 .
- Ауто-пут А13 или Нормандијски ауто-пут, Париз - Руан - Авр - Кан (Нормандија), укупна дужина пута је 225 km.
- Ауто-пут А16 или Европски ауто-пут, Париз - Амјен - Албервил - Кале - Денкерк - граница са Белгијом (ка Остендеу), укупна дужина пута је 312 km.
- Ауто-пут А20 или Оцитански ауто-пут, Орлеан - Лимож - Тулуз, укупна дужина пута је 406 km.
- Ауто-пут А26 или Енглески ауто-пут, Троа - Ремс - Лил - Кале, укупна дужина пута је 394 km.
- Ауто-пут А28, Албервил - Руан - Ле Ман - Тур, укупна дужина пута је 405 km.
- Ауто-пут А31, Дижон - Лангре - Нанси - Мец - граница са Луксембургом, укупна дужина пута је 348 km.
- Ауто-пут А71 или Оверњски ауто-пут, Орлеан - Бурж - Клерон Феран, укупна дужина пута је 288 km.
- Ауто-пут А75 или Меридијански ауто-пут, Клермон Феран - Мијо - Мост Мијо - Монпеље, укупна дужина пута је 340 km.

Поред класичних ауто-путева постоје и аутопуни „прстени“ око великих градова, „Ободни путеви“ (Франц. Périphérique). Париз поседује неколико прстена.

## Водни саобраћај
Француска је приморска земља са дугим излазом на Атлантски океан и Средоземно море, две најважније и најпрометније водене површине не свету. Држава има више великих лука од којих је највећа Марсеј, која је и светског значаја и опслужује више земаља у залеђу. Лука Авр је главна лука града Париза и налази на ушћу Сене у Ламанш. Све важне луке сусе развиле на ушћима великих река у море:
- Марсеј - ушће Роне у Средоземно море
- Бордо - ушће Жиронде у Атлантски океан
- Нант - ушће Лоаре у Атлантски океан
- Авр - ушће Сене у Атлантски океан

Унутрашњи водни саобраћај Француске је веома развијен, јер постоје изванредни услови за то - велики равничарски предео, велики број великих и дугих река, ниски превоји и развођа. Дужина путева (пловних река и канала) је 14.932 km, од чега је 6.969 km под сталним прометом. Иако окосницу чине реке Француске, попут Лоара, Жиронде, Роне, Сене, на државну мрежу наслањају и гранични пловни путеви (Рајна, Меза) више околних земаља (Белгија, Немачка, Француска).

Вештачки прокопани канали играју веома важну улогу у унутрашњем водном саобраћају Француске будући да спајају сва прометно битнија мора и реке и омогућавају пловидбу између различитих делова земље без изласка из територијалних вода. Такође, она знатно скраћују неке природне пловне раздаљине.

## Гасоводи и нафтоводи
Гасовод: 24.746 km
Нафтовод: 3.059 km

## Ваздушни транспорт
Будући да је Француска велика и туристички најпосећенија земља на свету, ваздушни саобраћај има велики значај него у другим земљама. Највећи аеродроми су они везани за велике градове и туристичке области (Азурна обала, Алпи). У држави се налази велики део погона произвођача авиона "Ербас", а познати су и француски авиони типа "Мираж". Француска такође учествује и у космичким програмима.
У Француској постоји велики број авио-предузећа, од којих је најпознатије и највеће државно предузеће Ер Франс, једно од најважнијих на целом свету.
У земљи постоји чак 478 званично уписаних аеродрома 1999. године, од чега 288 са чврстом подлогом (погледати: Аеродроми у Француској). Око 200 аеродрома је уврштено на листу међународних аеродрома са IATA кодом (IATA Airport Code), што је веома велики број спрам других земаља. Најпознатији од њих су:
- Међународни аеродром „Шарл де Гол“, познат и као „Роиси“, у Паризу - CDG
- Међународни аеродром „Орли“ у Паризу - ORY
- Међународни аеродром „Азурна Обала“ у Ници - NCE
- Аеродром „Сен-Егзипери“ у Лиону - LYS
- Аеродром „Прованса“ у Марсеју - MRS
- Аеродром „Стразбур“ у Стразбуру - SXB
- Аеродром „Блањак“ у Тулузу - TLS
- Аеродром „Мерињак“ у Бордоу - BOD
- Аеродром „Изер“ у Греноблу - GNB
- Аеродром „Атлантик“ у Нанту - NTE
- Аеродром „Лески“ у Лилу - LIL

Париз је најважније ваздухопловно чвориште у Француска и једно од највећих у свету са два велика аеродрома (Шарл де Гол, Орли) и још неколико мањих. Најважнији државни аеродром је "Шарл де Гол“, који спада међу 10 најпрометнијих аеродрома на свету ( "хабова"). Аеродром има чак 8 терминала.
Већина других значајних аеродрома су типични аеродроми уз велике градове. Изузеци су аеродроми у туристичким областима, попут Аеродрома у Ници и Аеродром у Греноблу.
Француска поседује и 3 хелиодрома (2005. г.).